# Felkai András
Felkai András (Budapest, 1956. – Csurgó közelében 2001. június 14.) magyar közgazdász, pénzügyi szakember.

## Élete
Karrierje során számos banknál – mint a CIB Bank, az Inter-Európa Bank, a Sao Paolo Bank, az Európai Kereskedelmi Bank, a Citibank – töltött be vezető tisztséget, majd sikeresen vezette saját tanácsadó cégét, és a Synergon Rt. igazgatóságának tagja volt. 
Felkai András életének derekán, 2001 júniusában tragikus repülőgép-balesetben hunyt el, amikor a Zágrábról Siófokra tartó, Cessna 210-es típusú repülőgép Csurgó közelében eltűnt a radarról és lezuhant. A balesetben a gép összes utasa életét vesztette. Felkain kívül a gépen utazott Gyurós Tibor, a Synergon elnök-vezérigazgatója, Lakatos Levente vezérigazgató-helyettes, valamint Völgyes Iván igazgatósági tag, Dósán Gyula, valamint a pilóta, Gittinger Péter.
2001 őszén Felkai tiszteletére hozták létre a Felkai András-ösztöndíjat.